# François-Bernard Lépicié
François-Bernard Lépicié (París, 1698-1755) fue un grabador francés. 
Nació en París en 1698. Fueron sus maestros Mariette y Ducange, bajo cuya dirección cultivó a un tiempo la literatura y las bellas artes. Viajó por Inglaterra y al regresar a su patria obtuvo el nombramiento de individuo de la academia real de pintura y escultura, después, el de secretario historiógrafo de la misma corporación, donde tuvo como discípulo a su propio hijo, Nicolas-Bernard Lépicié. 
Murió Lépicié en 1755. Son muy conocidas y estimadas un gran número de láminas y también algunas obras, entre las cuales se distinguen las siguientes: 
- Catálogos de los cuadros de la galería real, 1752, dos tomos en 4º
- Vidas de los pintores célebres, etc., 1752, en 8°.